# Microfilm

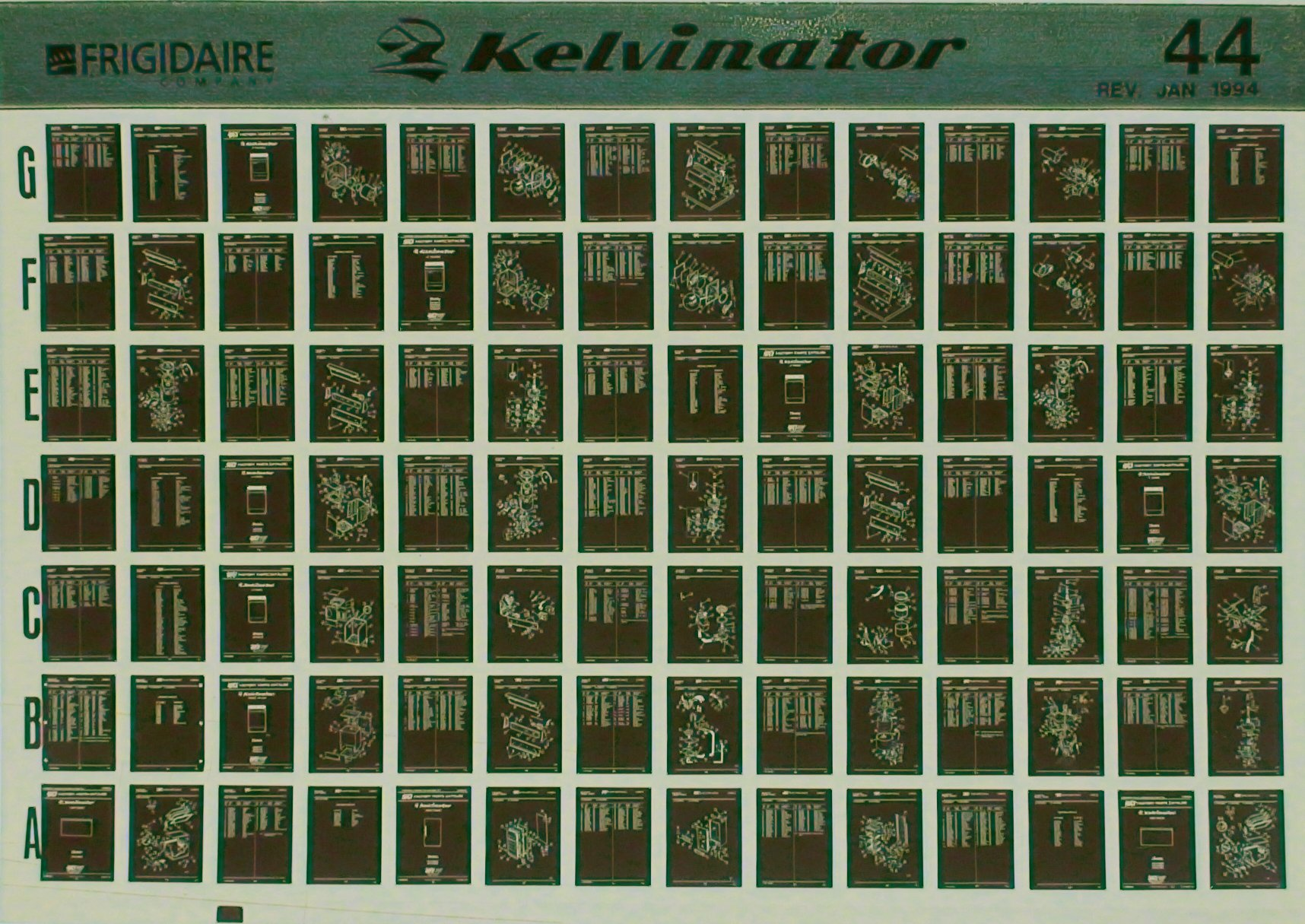
Una microfitxa

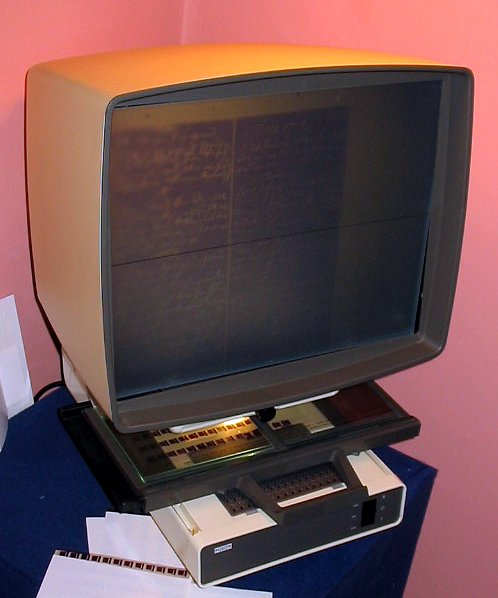
Lector de microfitxes.

El microfilm o la microfitxa és un sistema analògic i fotogràfic de conservació de gestió i de difusió de documents. Va ser inventat el 1859 a París per René Dagron.
La seva producció està sotmesa a un alt grau de normalització, tant en la seva metodologia com en els materials utilitzats i un estricte control de productes resultants. La microfitxa és una variant plana, que resol les dificultats del manteniment dels rodets. Ambdós formats tenien l'avantatge de reproduir una gran quantitat d'informació en un volum restret. Fins a l'arribada dels mètodes digitals o electrònics era la solució més utilitzada per tal de reduir el volum dels documents en suport de paper o per a distribuir documents rars o preciosos, dels que la consulta massa freqüent de l'original podia contribuir a la seva deterioració. Tenien el desavantatge que tant els rodets de microfilm com les microfitxes estaven sotmesos a un desgast considerable per les manipulacions.
També va tenir un paper militar, per la possibilitat de transportar de manera amagada una gran quantitat d'informació. Abans l'aparició de la internet, les microfitxes eren utilitzades a la indústria per tal posar a disposició el dibuixos tècnics i permetre d'identificar els components. El mètode va permetre deixar a la lluna un exemplar de la Bíblia en només quatre centímetres quadrats. Tot i la seva bona fiabilitat - la còpia mestre quedava ben conservada per tal de poder-ne fer còpies d'ús - el format analògic del suport no permet les recerques automatitzades.